# Køge Idrætspark
Køge Idrætspark (eller Capelli Sport Stadion af sponsorårsager, tidligere Køge Stadion) er et fodboldstadion beliggende i Køge. Fodboldstadionet har altid været hjemmebane for Køge Boldklub, men efter overbygningen mellem Herfølge Boldklub og Køge Boldklub er stadionet også hjemmebane for diverse HB Køge-hold.
Tilskuerrekorden på Køge Stadion faldt i 1954, da der var ca. 14.500 tilskuere mod B93.

## Ombygning
I 2018 påbegyndtes en ombygning af det gamle Køge Stadion, til et mere tidsvarende der blandt andet lever op til reglerne for stadioner i 1. division. Det betød nedrivning af de gamle faciliteter, i forskellige etaper. I første omgang blev selve banen fjernet, og erstattet med en kunstgræsbane.